# Doukkala-Abda
Doukkala-Abda era una delle 16 Regioni del Marocco, istituita nel 1997 e soppressa nel 2015.
La regione, nel 2009, comprendeva le province di:
- Provincia di El Jadida
- Provincia di Safi
- Provincia di Sidi Bennour
- Provincia di Youssoufia